# Handens museum och smedja

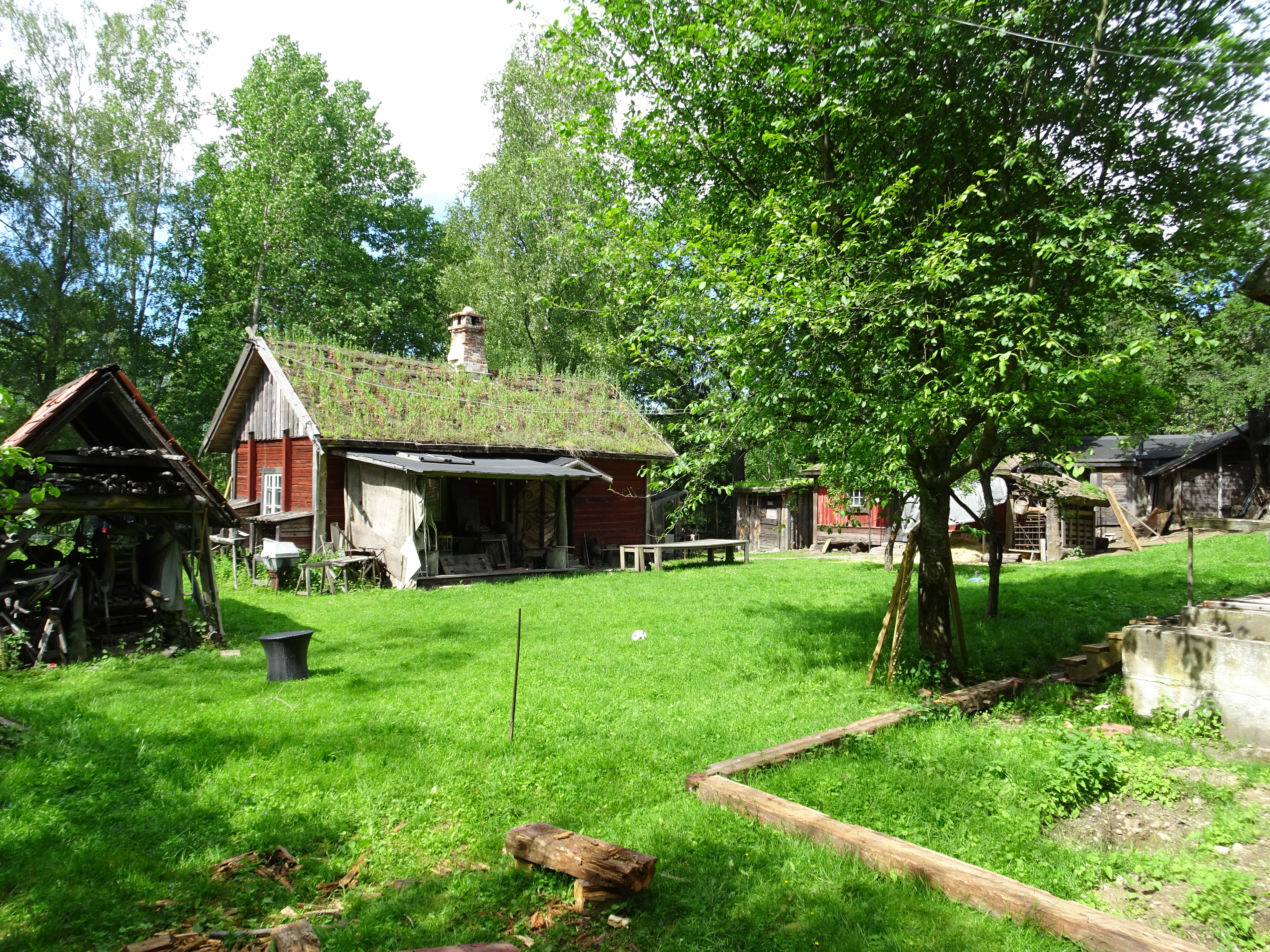
Handens museum och smedja, juni 2021.

Exteriör
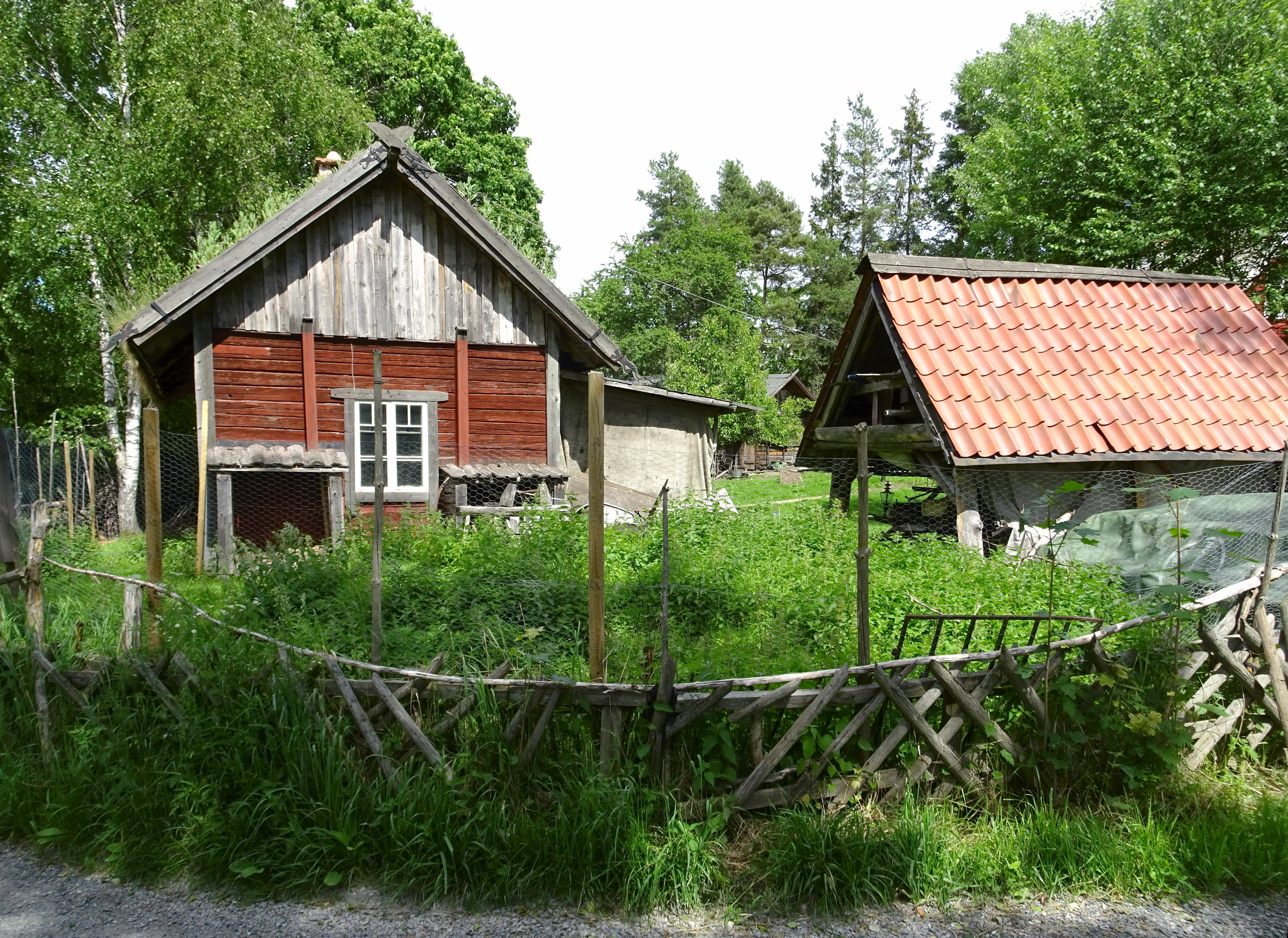
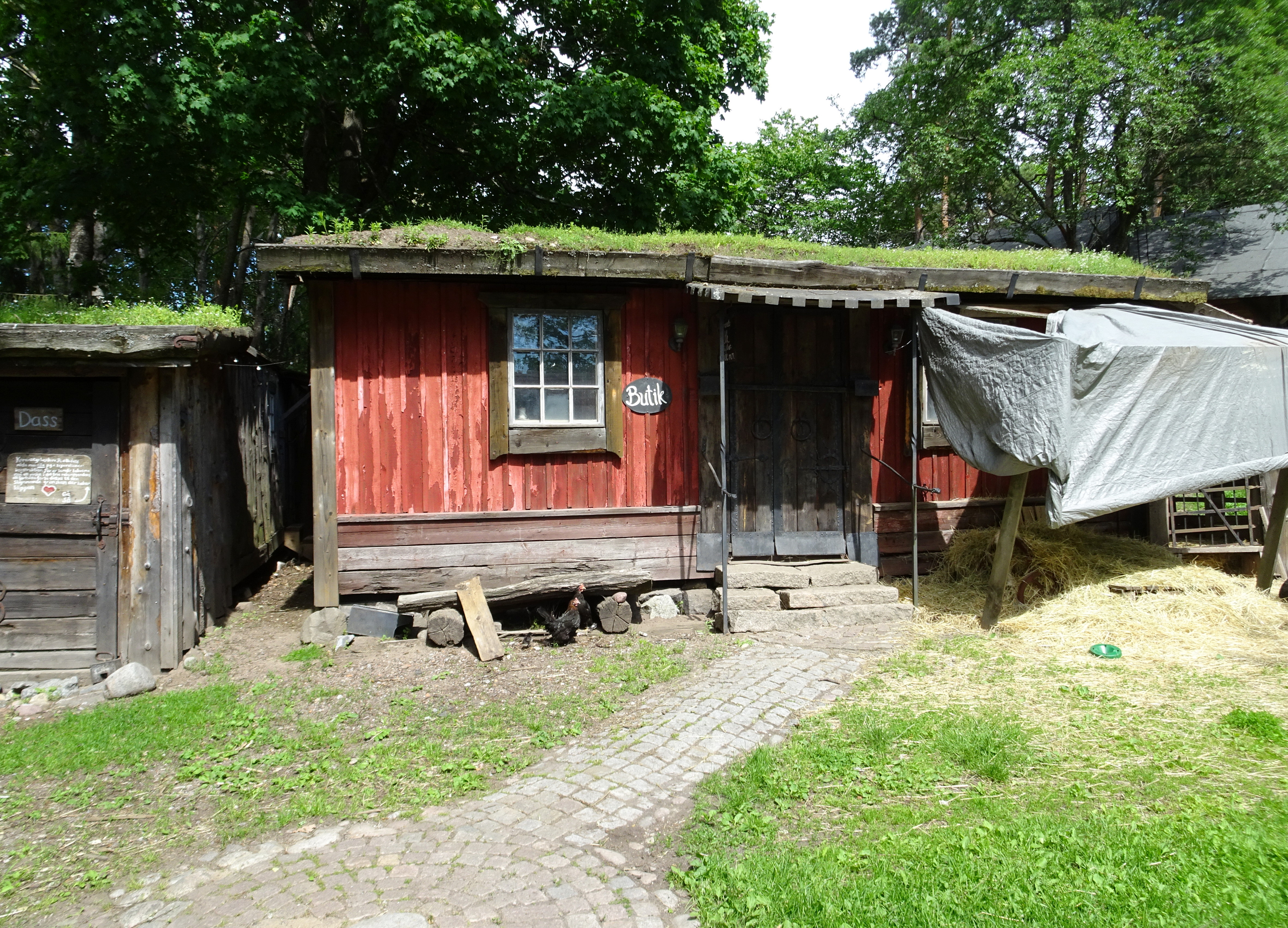
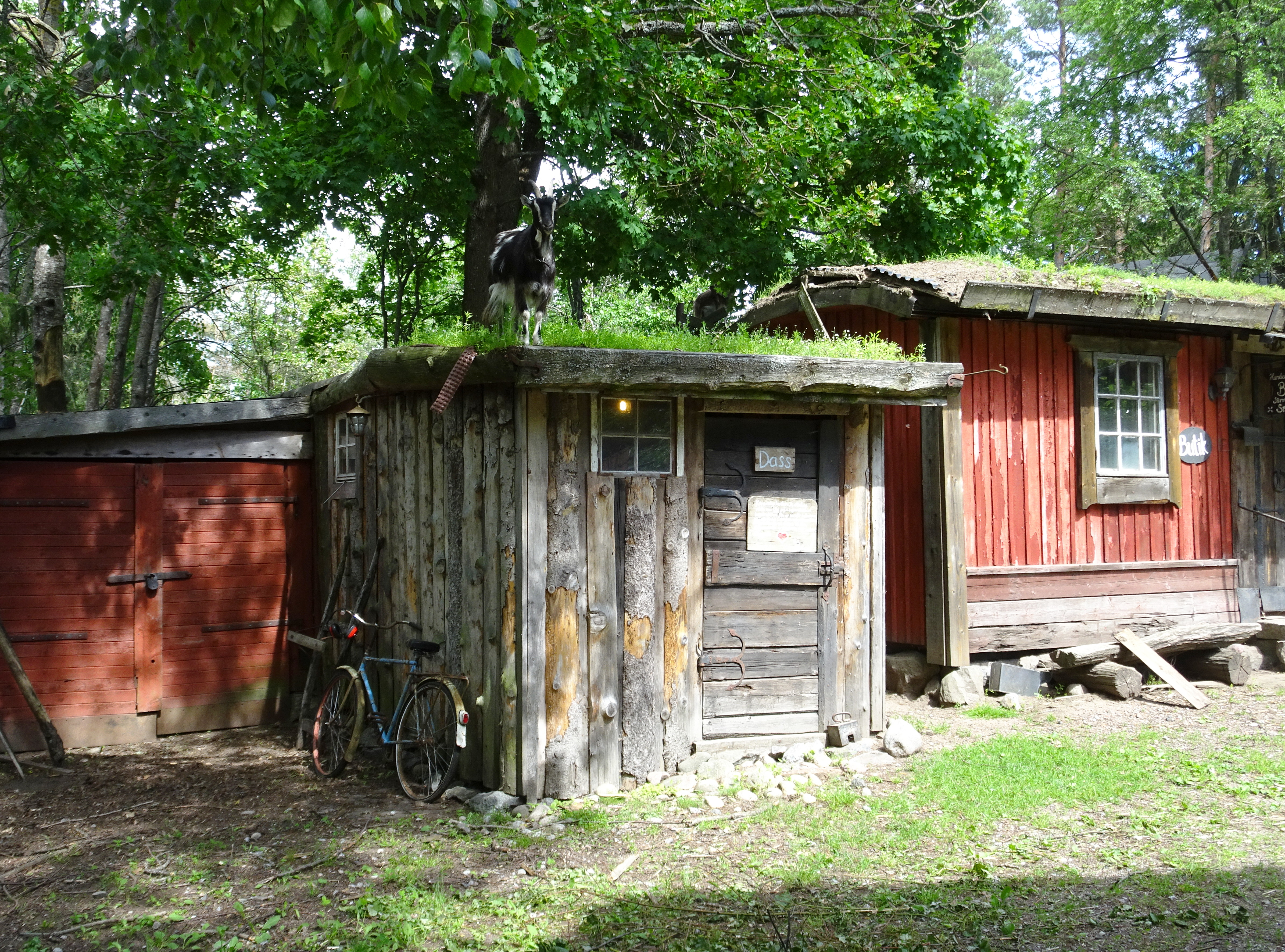
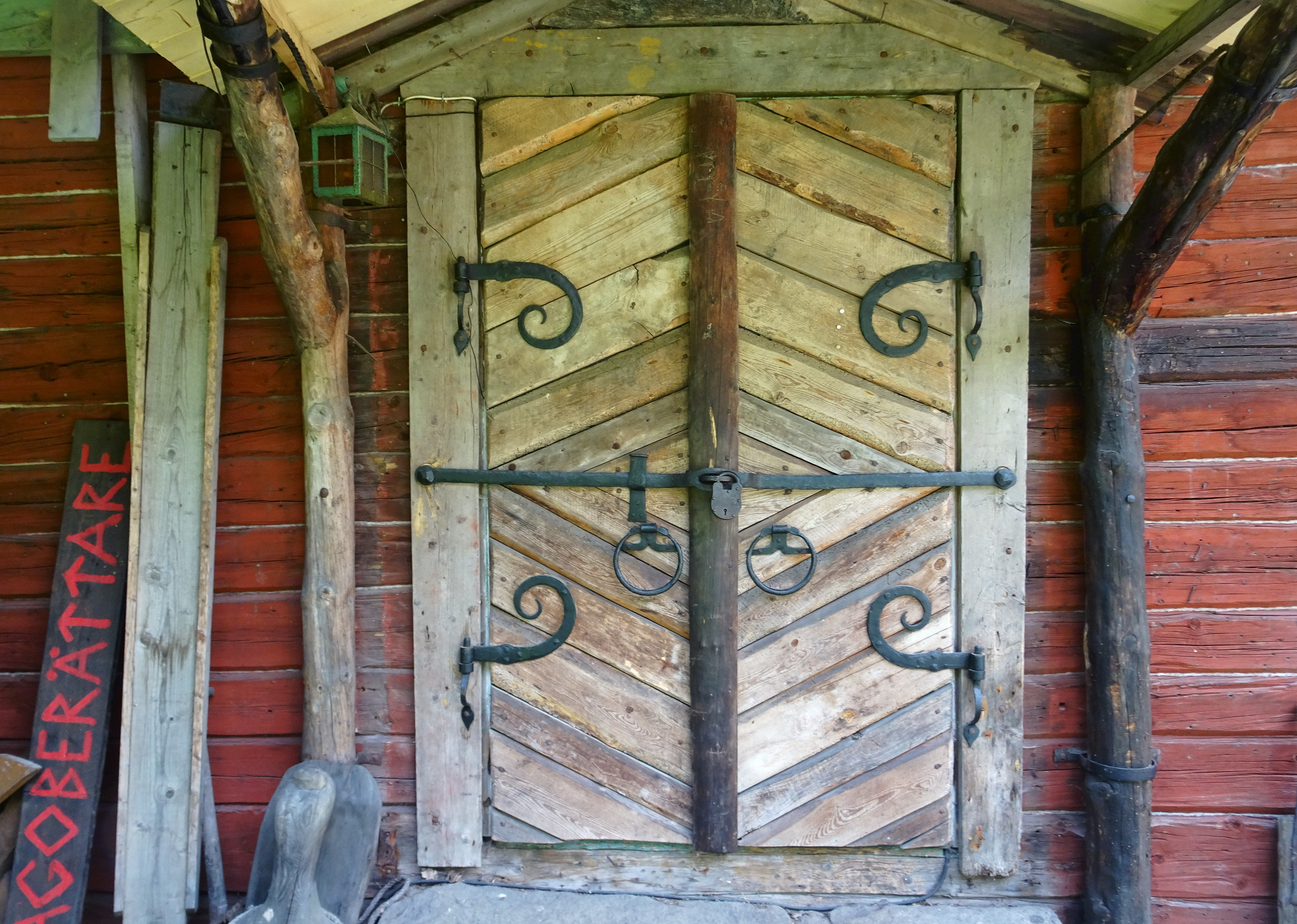
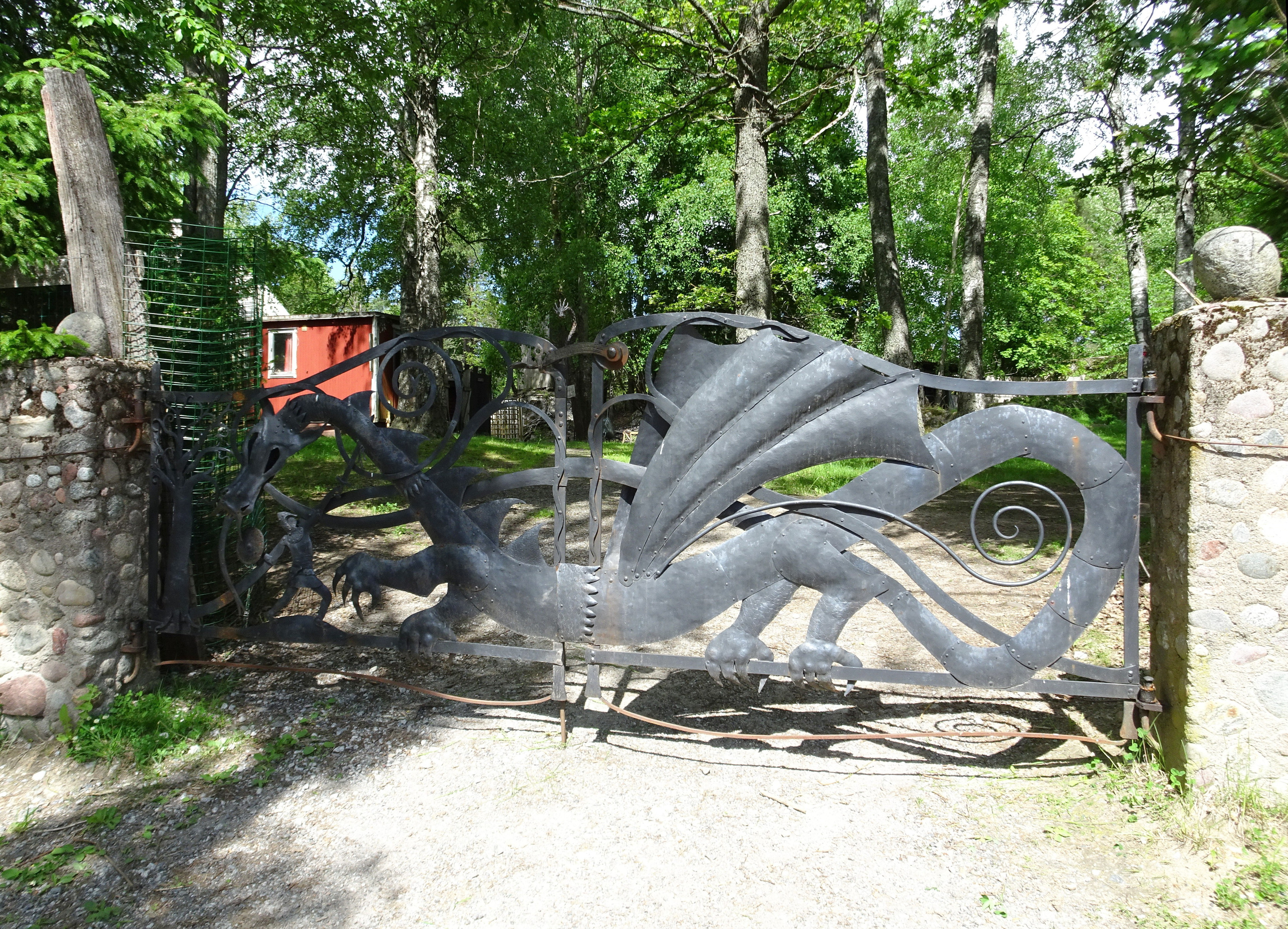

Handens museum och smedja ligger vid Getporsvägen 8 i kommundelen Handen i Haninge kommun. Handens museum är ett lokalhistoriskt museum som öppnade för allmänheten i december 2008. Här finns också en smedja och en hantverksbutik samt djurhållning med getter och höns. Man ordnar hantverkskurser och tidsresor för skolbarn. Museet är öppet vissa tider varje månad eller efter överenskommelse.

Interiör
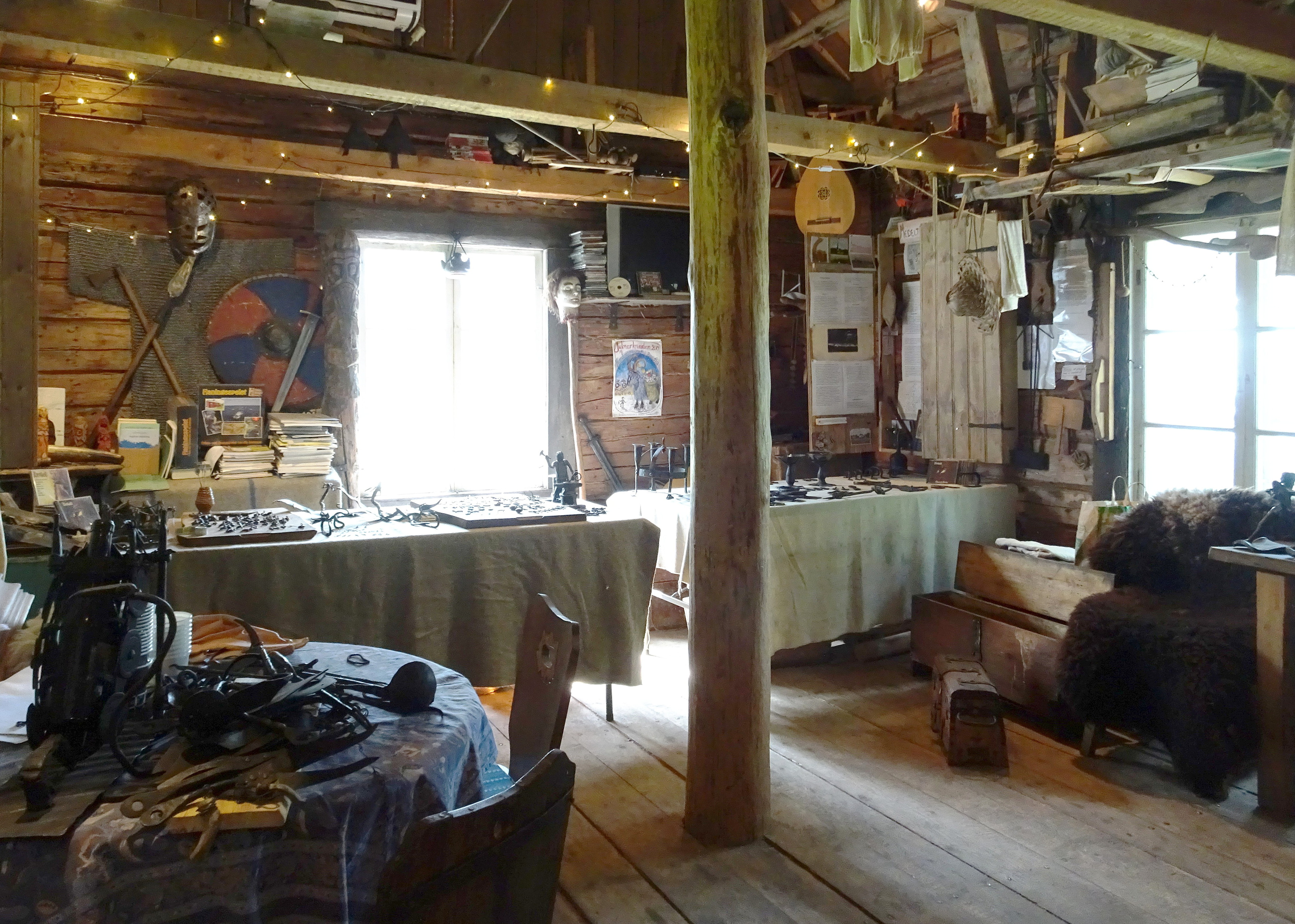
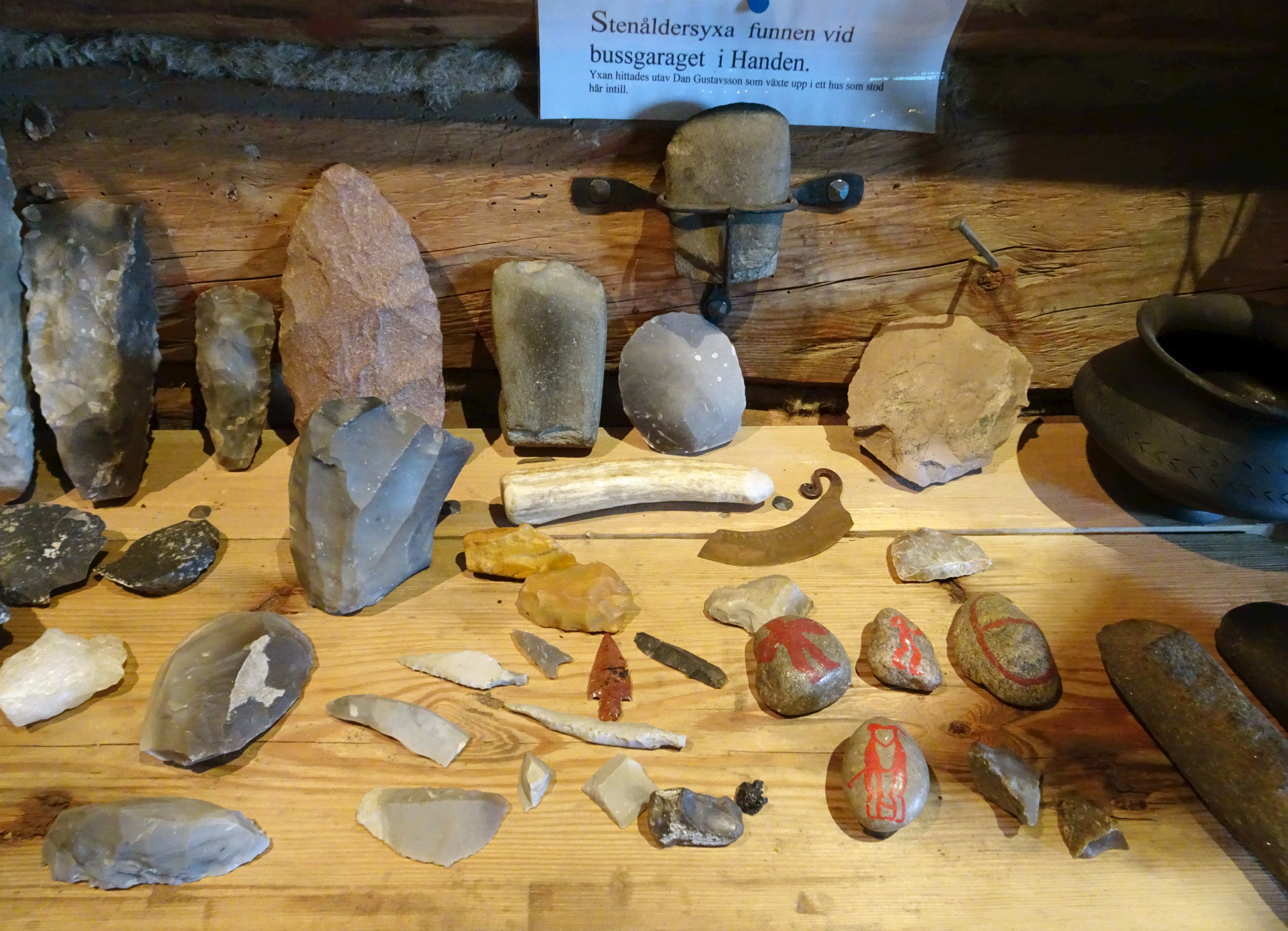
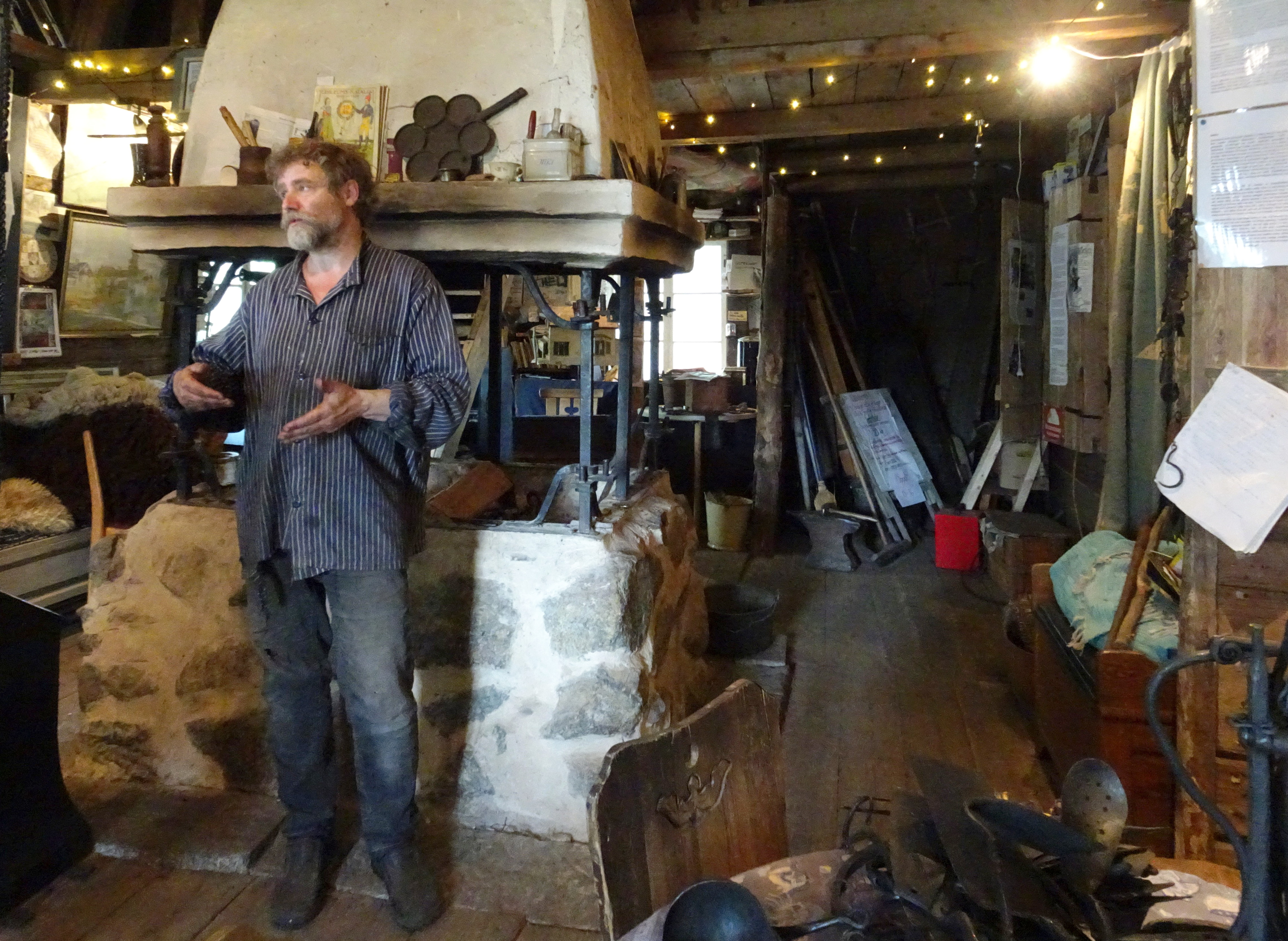
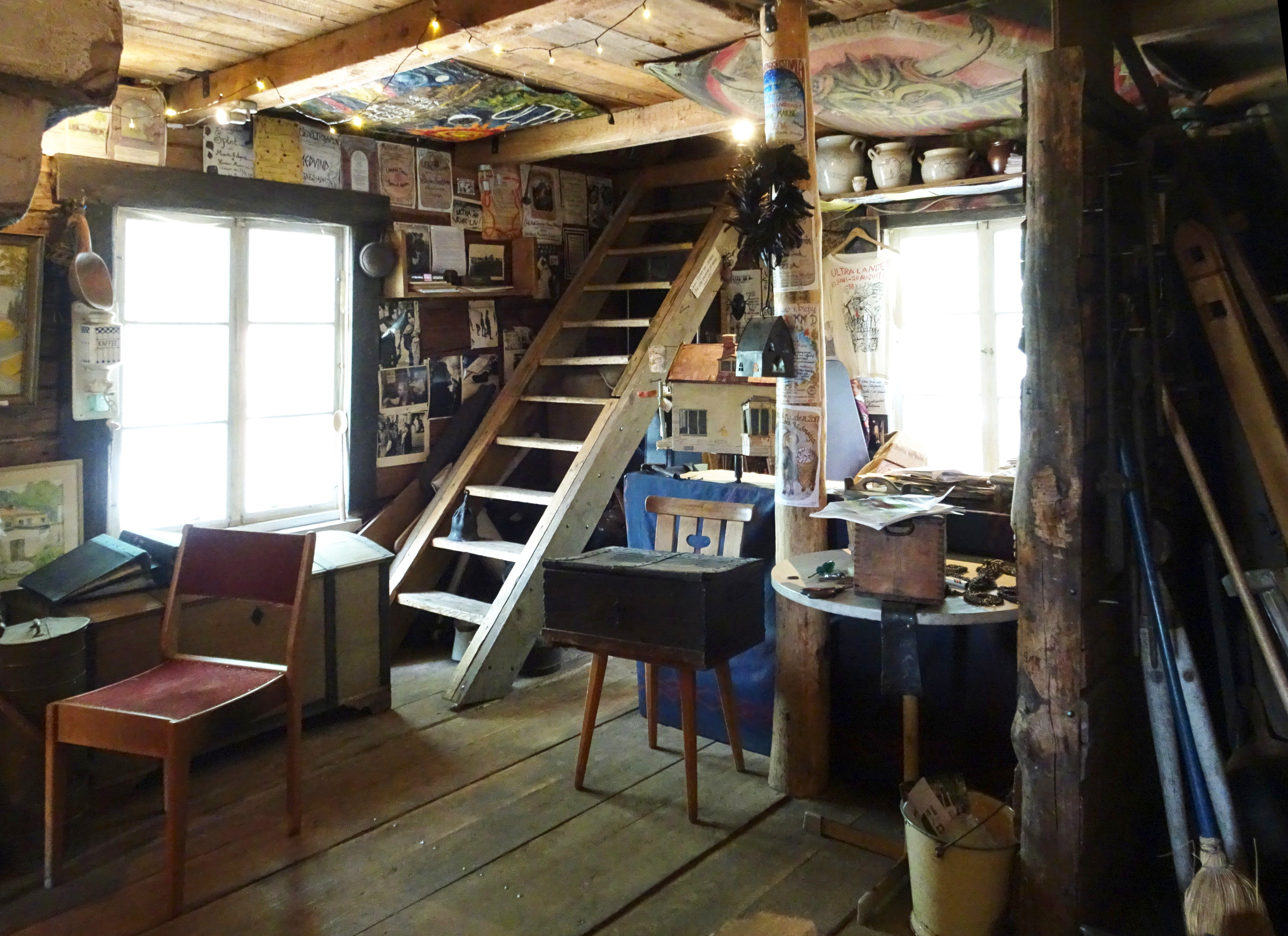
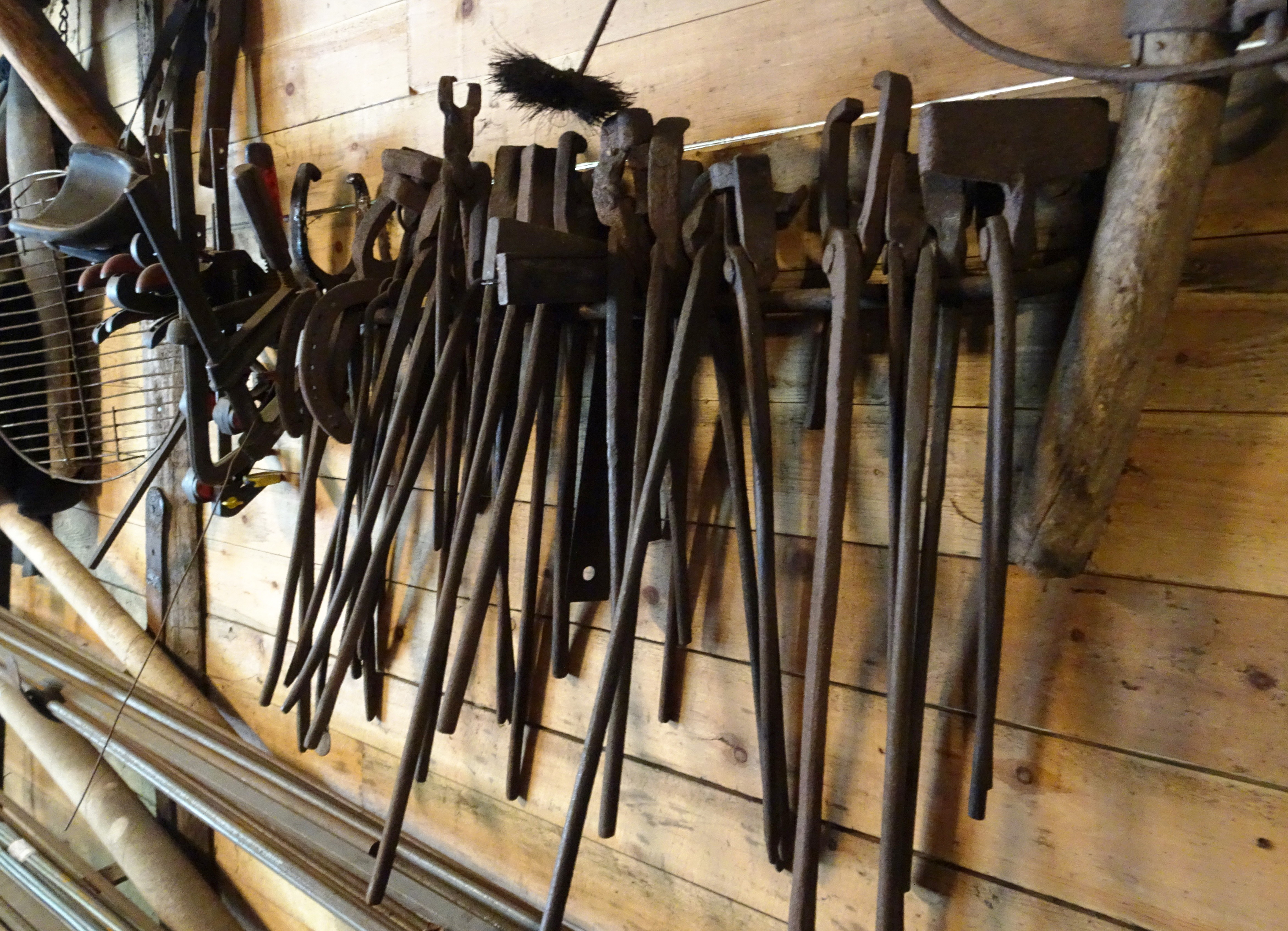

## Historik

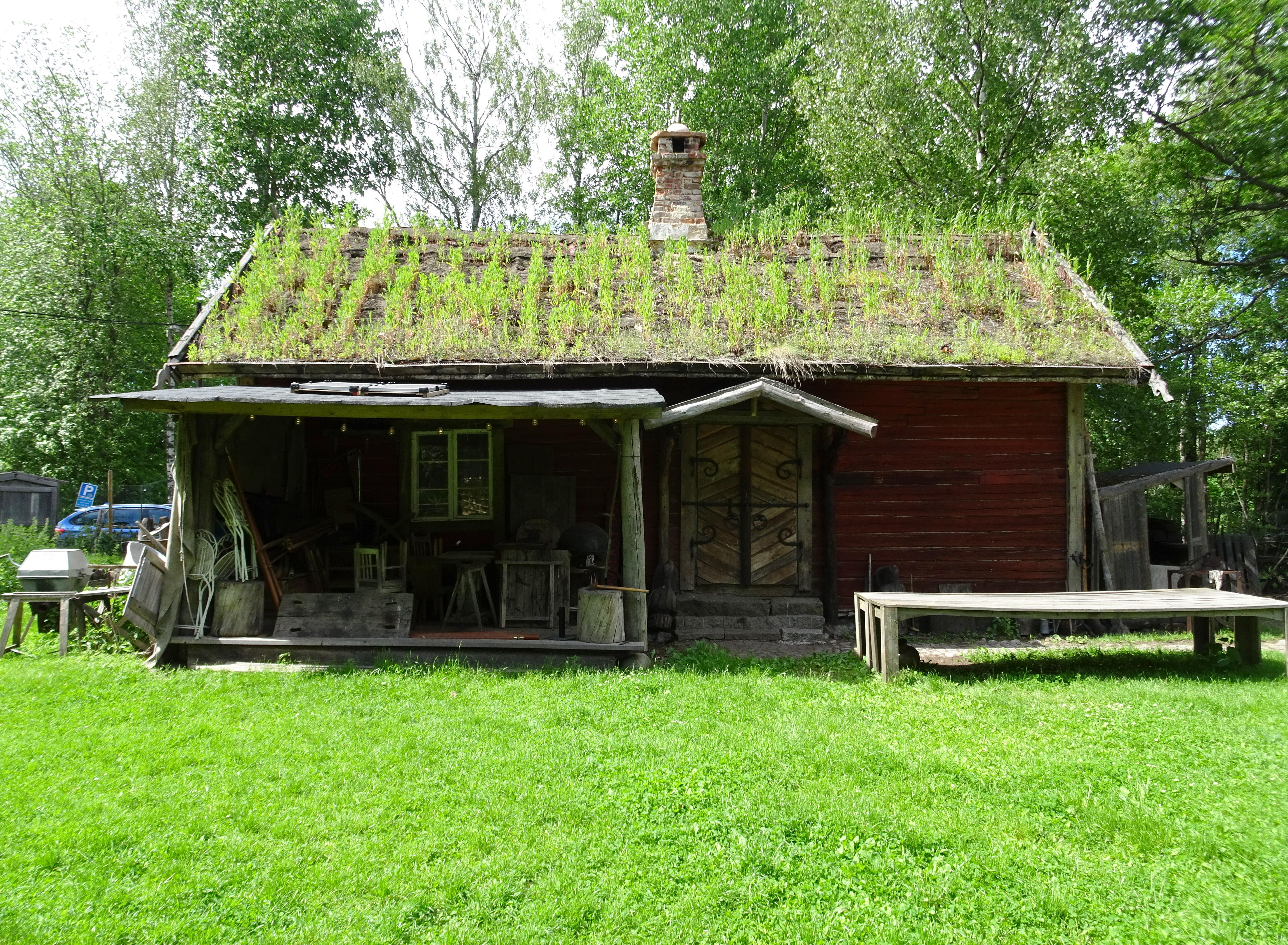
Före detta torpet Svensro, nu museum.

Idén till ett lokalt museum för Handen föddes någon gång 1998–1999 av konstsmeden Martin Ahlsén, barnbarn till arkitekten Erik Ahlsén, och skolmannen och lokalhistorikern Olle Flodby. Samtidigt började arbetet med att samla material för ett museum med anknytning till orten och dess omgivning. Projektet var till en början en egen sektion inom Haninge Hembygdsgille. 
Museets huvudbyggnad är före detta dagsverkstorpet Svensro, tidigare benämnt Gustavslund, som en gång i tiden lydde under Sanda gård i Österhaninge socken och låg intill Dalarövägen nordost om Alby. Stugan var rivningshotad, den monterades ner på hösten 2001 och flyttades därefter till sin nuvarande plats där den återuppfördes. Istället för det ursprungliga tegeltaket fick stugan ett torvtäckt och gräsbevuxet tak som skulle förmedla känslan av svunna tider.
Museet invigdes den 6 december 2008. Smedjan fanns redan sedan tidigare och integrerades i verksamheten. År 2018 blev Handens museum och smedja en egen förening med Martin Ahlsén som ordförande. På området finns ytterligare några historiska byggnader som flyttats hit samt ett bostadshus från 1920-talet som var bland de första om uppfördes i Handen.

## Verksamhet

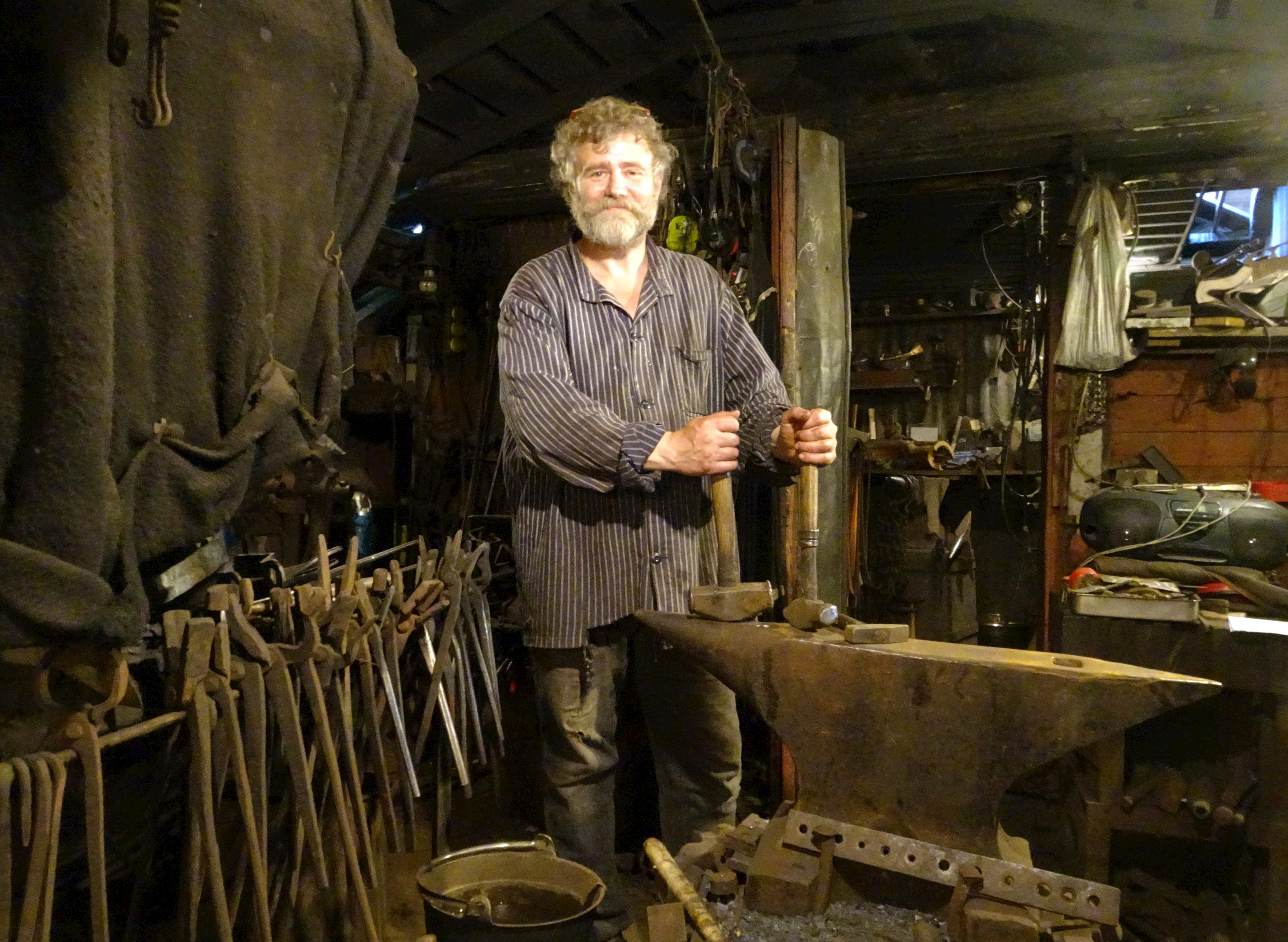
Martin Ahlsén i sin smedja.

Huvudtema för museet är Handens historia från forntid till idag. Omkringliggande områden bland dem Vendelsö, Brandbergen, Kolartorp, Jordbro och gamla Österhaninge socken, hör också till museets intresseområden. Bland forntida föremål märks pilspetsar och stenverktyg från stenåldern och en stenåldersyxa funnen vid bussgaraget i Handen. Museet förfogar även över omfattande hembygdslitteratur.
I smedjan är bland andra Martin Ahlsén verksam och utbildning av lärlingar sker. Här tillverkas smycken, prydnadsföremål, historiska dörr- och fönsterbeslag, smidda spikar, ljushållare, skyltar, vikingatida vapen och andra järnföremål som kan köpas i museibutiken. I undervisningssyfte kommer skolklasser hit för att lära sig om Handens historia eller pröva på att själv smida. På museets område hålls även årliga evenemang som marknader och festivaler med musik och folklore.
Vid museet och smedjan arbetar en grupp hantverkare som kalla sig Yggdrasils Hantverk. Gruppen arbetar främst med järnsmide men även med silversmide, trä, läder och textil.

## Museets framtid
Marken ägs av Haninge kommun och enligt kommunens Översiktsplan 2030 finns planer på att exploatera området mellan Kolartorps allé och Getporsvägen för bostadsbebyggelse. Det innebär att nuvarande verksamhet kan tvingas lägga ner eller flytta. En flytt till Tyresta har diskuterats.

## Bilder
- Exteriör

- Interiör